# Dinamita Sam
Dinamita Sam (Yosemite Sam /joʊˈsɛmɪti/ yoh-SEM-ih-tee a l'original) és un personatge de dibuixos animats de les sèries de curtmetratges Looney Tunes i Merrie Melodies produïdes per Warner Bros. El seu nom original prové del Parc Nacional de Yosemite a Califòrnia. És un adversari de Bugs Bunny i el seu arxienemic juntament amb Elmer Fudd. Se'l representa habitualment com un proscrit o vaquer de mal humor i extremadament agressiu, pistoler, amb un temperament disparador i un odi intens als conills, en particular a Bugs Bunny. En dibuixos animats amb temes diferents als de l'oest, utilitza diversos àlies, com ara "Chilkoot Sam" (anomenat així pel camí de Chilkoot; Sam el pronuncia "Chilli-koot") i "Square-deal Sam" a 14 Carrot Rabbit, "Riff Raff Sam" a Sahara Hare, "Sam Schultz" a Big House Bunny, "Seagoin' Sam" a Buccaneer Bunny, "Shanghai Sam" a Mutiny on the Bunny, "Von Schamm the Hessian " a Bunker Hill Bunny, "Baron Sam von Schpamm" a Dumb Patrol, i molts altres. Durant l'edat daurada de l'animació nord-americana, Yosemite Sam va aparèixer com a antagonista en 33 curtmetratges d'animació realitzats entre 1945 i 1964.

## Història

### Creació i edat daurada
L'animador Friz Freleng va presentar el personatge dolent al dibuix animat de 1945 Hare Trigger. Amb el seu comportament malhumorat, temperament ardent, veu estrident i estatura baixa (en els dos primers gags a Hare Trigger, un tren que intenta robar passa just per sobre d'ell i ha d'utilitzar un conjunt d'escales portàtils per pujar al seu cavall; a Bugs Bunny Rides Again, munta un cavall en miniatura), juntament amb el seu cabell vermell ardent, Sam era d'alguna manera una caricatura de Freleng. Tot i que sovint va negar qualsevol semblança intencionada, a la Looney Tunes Golden Collection, els membres supervivents del seu equip de producció afirmen, i la filla del director reconeix, que Sam definitivament es va inspirar en Freleng. El mateix Freleng fins i tot va dir en una entrevista a l'Associated Press que "Tinc el mateix tarannà, sóc petit i solia tenir un bigoti vermell". Altres influències van ser el personatge del Sheriff Deadeye de Red Skelton i el dibuix animat Dangerous Dan McFoo de Tex Avery. Quan fa una "cremada lenta" i crida "Oooooh!" manlleva una mica d'actors de personatges còmics com Jimmy Finlayson (un actor còmic freqüent a les pel·lícules de Laurel i Hardy) i Frank Nelson (un dels coprotagonistes de Mel Blanc a The Jack Benny Program). Freleng també va citar el Terrible-Tempered Mr. Bang, un personatge de la tira còmica de Toonerville Trolley, com a influència. A les seves memòries Chuck Amuck: The Life and Times of an Animated Cartoonist, Chuck Jones diu que un besoncle que de tant en tant visitava la seva família era un Ranger de Texas retirat que era baix, tenia els cabells vermells, un gran bigoti i era temperamental (però sense barba, a diferència de Sam). Michael Maltese inicialment va considerar anomenar el personatge Texas Tiny, Wyoming Willie o Denver Dan, però després es va decidir pel nom final.
Altres personatges amb trets semblants a Sam apareixen en diversos curts de Looney Tunes. El serial Super-Rabbit (1943) de Bugs Bunny presenta el personatge de vaquer "Cottontail Smith", la veu del qual és semblant a la de Sam. Stage Door Cartoon (1944), però, presenta un personatge del xèrif del sud que sembla i sona semblant a Sam, excepte per un estereotip del sud més definit a la seva veu. En un dibuix animat de l'ànec Daffy anomenat Along Came Daffy (1947), Daffy ha de lluitar amb dos Dinamites Sam, un amb els cabells vermells de Sam i un altre amb els cabells negres. Finalment, Pancho's Hideaway (1964) presenta un dolent mexicà que està dibuixat com Sam, però que té un accent diferent. A més, al dibuix animat Mississippi Hare de 1949 dirigit per Chuck Jones, Bugs Bunny lluita amb un vell jugador d'apostes que porta una pistola anomenat Coronel Shuffle, un paper que podria haver estat fàcilment interpretat per Sam.
Freleng va crear Dinamita Sam per ser un adversari més formidable per a Bugs Bunny. Fins aleshores, el principal enemic d'en Bugs havia estat Elmer Fudd, un home tan amable i de bon caràcter que en Freleng va pensar que Bugs en realitat apareixia com un mató en enganyar-lo. Sam, d'altra banda, era extremadament violent i bel·ligerant. Freleng va compactar en un cos petit i un barret de 11 galons la veu més gran i l'ego "al nord, sud, est i oest dels Pecos".
Durant més de 19 anys, llevat d'un dibuix animat (Hare-Abian Nights el 1959), la unitat de Freleng va tenir un ús exclusiu de Sam a l'estudi Warner. Encara que oficialment era un vaquer, Freleng va posar Sam amb un vestit diferent en gairebé totes les pel·lícules: un cavaller, un legionari romà, un pirata, un cuiner reial, un guàrdia de la presó, un duc, un mercenari de Hesse, un soldat confederat, un alpinista (pujant la muntanya 'Shmadderhorn' a Suïssa), un marit de casa picotejat i fins i tot un extraterrestre espacial. L'humor dels dibuixos animats sorgeix inevitablement de l'estranya interpretació errònia del vaquer temperat. No obstant això, alguns països semblen preferir la seva encarnació pirata, ja que "Sam le Pirate" és el seu nom oficial a França i un nom alternatiu freqüent a Itàlia.

### Anys posteriors
Dinamita Sam va fer aparicions en diversos especials de televisió als anys 70 i 80, i en tres dels recopilatoris de llargmetratges de Looney Tunes. Sam va ser l'estrella de la seva pròpia sèrie de còmics de 1970 a 1984, amb un total de 81 números. Publicat per Gold Key / Whitman Comics, el títol oficial de la sèrie era Yosemite Sam and Bugs Bunny. Dinamita Sam va ser la base principal del personatge de The Grump de la sèrie de televisió Here Comes the Grump de DePatie-Freleng Enterprises. El drac del Grump era similar al de Sam a Knighty Knight Bugs, fins a les explosions nasals de foc sobre el seu amo. També va fer un cameo a Qui ha enredat en Roger Rabbit de Disney / Amblin 's, on és expulsat de Toontown. A la pel·lícula, és l'únic personatge de Looney Tunes que no té la veu de Mel Blanc, amb Joe Alaskey fent el paper.
Yosemite Sam va ser un dels personatges clàssics dels Looney Tunes que va aparèixer com a membres de la facultat d'Acme Looniversity a la sèrie d'animació dels anys noranta Tiny Toon Adventures. A Sam se'l va mostrar donant classes d'Armes de Foc i Anvilologia (l'estudi de la caiguda d'encluses, una broma bàsica del gènere Looney Tunes), i de vegades es va representar com el director de l'escola (tot i que almenys un episodi va identificar a Bugs Bunny com a director i Wile E. Coyote era el degà d'Acme Loo). Com amb tots els personatges principals de Looney Tunes, Sam tenia un homòleg estudiantil a Acme Loo a Montana Max. A "K-Acme TV", Dinamita Sam va ser vist com el jutge de "Toon Court" (una paròdia de The People's Court) on va procedir a un judici on Calamity Coyote emet una queixa contra la Corporació ACME per negligència i mala mà d'obra. El representant de l'ACME Corporation, Bobbo ACME, afirma que els dispositius fabricats per ACME Corporation funcionen si s'utilitzen correctament, ja que demostra la catapulta a Calamity Coyote. El jutge Dinamita Sam falla a favor de la Corporació ACME. En el mateix episodi, Dinamita Sam va aparèixer com a buscador en un documental que detallava sobre els albiraments d'una criatura peluda anomenada Bigbutt (una parodia de peus grans, bigfoot en anglès).
També apareix a la pel·lícula Space Jam com a jugador del Tune Squad. En una escena memorable, ell i Elmer Fudd treuen les dents d'un dels Monstars mentre van vestits amb un vestit de Pulp Fiction, amb la interpretació de "Misirlou" de Dick Dale. En una escena anterior, quan els Nerdlucks tenen tots els toons com a ostatges, s'enfronta als Nerdlucks, apuntant-los amb les seves pistoles i els ordena que alliberin tots els toons... només per fer que el líder Nerdluck dispari una pistola làser cap a ell, la qual cosa deixa a Sam fumant nu i sense barba mentre els phasers li cremen el bigoti.
Sam també va aparèixer a The Warners 65th Anniversary Special i dos episodis de The Sylvester i Tweety Mysteries de 1995.
A la pel·lícula de 2003 Looney Tunes: De nou en acció, Dinamita Sam és un caçarecompenses empleat per l'Acme Corporation que va ser contractat per acabar amb DJ Drake i l'ànec Daffy. En aquesta pel·lícula, és propietari d'un casino a Las Vegas, i està acompanyat per Nasty Canasta i Cottontail Smith de Super-Rabbit (que originalment poden ser els seus guàrdies de seguretat). Arriba a apostar un gran sac de diners per aconseguir la targeta, robant el cotxe de Jeff Gordon i fins i tot utilitzant un pal de dinamita per vèncer DJ i Daffy.
Dinamita Sam apareix en diversos episodis de The Looney Tunes Show, amb la veu original de Maurice LaMarche. En Sam es representa amb bones intencions, però amb problemes d'ira. Va aparèixer per primera vegada al programa en tres segments de Merrie Melodies anomenats "Blow My Stack", "Moostache" i "Stick to My Guns". Dinamita Sam és un dels veïns de Bugs i Daffy. A l'episodi "Daffy Duck, Esq.", es revela que el seu nom complet és Samuel Rosenbaum i, per tant, el va establir com a jueu (tant el seu creador Friz Freleng com l'actor de veu original Mel Blanc també eren jueus, encara que no hi ha proves que Freleng hagués pretès explícitament que Sam fos un jueu). A "Ridiculous Journey", es revela que Dinamita Sam té un cosí en Blaque Jacque Shellacque que Dinamita Sam va reclutar per recuperar en Silvestre, en Piolin i el Diable de Tasmània després que fossin enviats accidentalment a Alaska. Va ser a través de Yosemite Sam que Bugs Bunny i Granny van demanar l'ajuda de Blacque Jacque Shellacque. A "You've Got Hate Mail" després de rebre accidentalment un correu electrònic enfadat de Daffy, Sam decideix canviar de manera i procedeix a afaitar-se, vendre la seva roba de vaquer i convertir-se en un suburbanita normal. No obstant això, després d'una reunió del club de lectura especialment molesta, torna als seus antics costums.
Més tard apareix com un personatge recurrent a Looney Tunes Cartoons, amb la veu novament de Fred Tatasciore, tornant a una rivalitat amb Bugs Bunny d'una manera similar als seus dibuixos animats de l'època daurada de l'animació nord-americana.
A Tiny Toons Looniversity, se'l veu normalment acompanyant Granny i és un guàrdia de seguretat a Acme Looniversity.